# Farbmaus

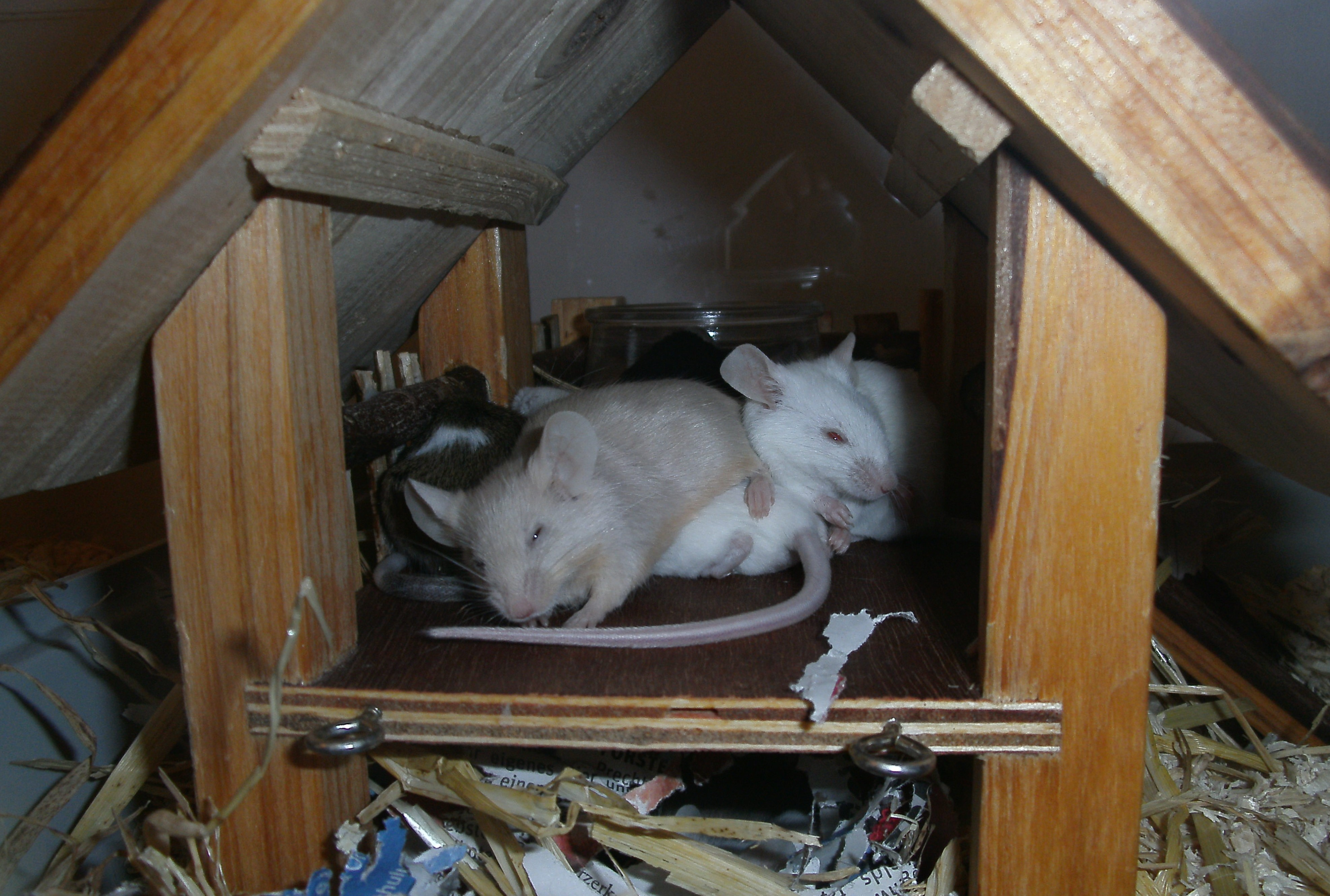
Farbmäuse in privater Haltung

Farbmäuse (Mus musculus f. domestica) sind Säugetiere (Mammalia) aus der Ordnung der Nagetiere (Rodentia). Sie sind die domestizierte Zuchtform der Hausmaus (Mus musculus). Die bedeutendsten europäischen wilden Unterarten der Hausmaus sind die westliche Haus-Hausmaus (Mus musculus domesticus) und die nördliche Feld-Hausmaus (Mus musculus musculus). Von Mus musculus domesticus stammen die Zuchtformen der domestizierten Mäuse ab, die zoologisch als Mus musculus forma domestica bezeichnet werden.
Farbmäuse werden als Haustiere für die dauernde Haltung und in der Terraristik auch als Futtertiere zur Ernährung von Schlangen und anderen exotischen Heim- und Zootieren (Reptilien) angeboten. Sie stellen außerdem seit der Mitte des 19. Jahrhunderts einen der wichtigsten Modellorganismen in der europäischen Tierversuchskunde dar.

## Herkunft
Direkte Vorfahren von Farbmäusen sind die gewöhnlich grau-braunen Hausmäuse. Von Züchtern wurden aus ihnen diverse Erscheinungsformen mit verschiedenen Fellfarben, Fellvarianten und Größen abgeleitet. Werden Freilandmäuse über mehrere Generationen erfolgreich in Käfigen gehalten und immer wieder untereinander verpaart, ist bereits nach ca. zehn Generationen damit zu rechnen, dass einzelne Junge mit rein weißer oder rein schwarzer Fellfärbung geboren werden. Farbmäuse sind im Freiland zumeist nicht überlebensfähig und auf menschliche Obhut angewiesen (Kommensalismus).

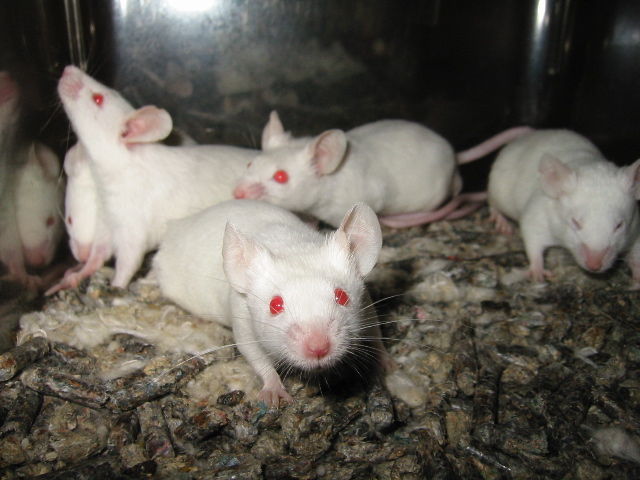
Albino-Mäuse

Weiße Mäuse sind in der Regel Albino-Formen, das heißt, bei ihnen ist infolge einer Mutation die Produktion der Hautfarbstoffe (Melanine) vollständig ausgefallen, weswegen diese Tiere auch unpigmentierte und – infolge der Blutversorgung des Auges – rote Augen haben. Weiße Mäuse sind bereits aus dem antiken Kreta bekannt. Sie galten als heilig und als Glücksbringer. Teilweise wurden Dutzende in speziellen Tempeln gehalten und auf Staatskosten versorgt.
Aufgrund von einigen Abbildungen auf Schalen und Tongefäßen des Alten Ägypten ist bekannt, dass dort vor 4000 Jahren Mäuse gehalten wurden. Die Ägypter schrieben ihnen übersinnliche Kräfte zu.
In China kennt man so genannte Tanzmäuse seit etwa der Spätbronzezeit. In Japan werden seit etwa dem 18. Jahrhundert Tanzmäuse, weiße Mäuse und Farbmäuse gezüchtet. Von dort aus gelangten die ersten solchen Mäuse nach Amerika und schließlich nach Europa. Heute werden Tanzmäuse in Deutschland als Qualzucht betrachtet.
Der Gott Apoll wurde auf Sizilien, in Griechenland und Kleinasien viele jahrhundertelang als Mäusegott namens Smintheus verehrt, und man setzte echte Mäuse zur Befragung der Götter ein. Mitte des 19. Jahrhunderts beschäftigten sich die Briten vor allem mit der Zuchtwahl nach Farben und Zeichnungen von Mäusen. Es wird vermutet, dass die ersten britischen Mäuse mit portugiesischen Seefahrern aus Japan und nicht aus Griechenland kamen.
Ende des 19. Jahrhunderts entstand in England der erste Verein (National Mouse Club – NMC), der sich mit Zucht, Ausstellung und Auszeichnung von Farbmäusen beschäftigte. Seit 2004 gibt es auch in Deutschland einen Verein, der sich der Rassezucht und Ausstellung von Farbmäusen widmet, den Deutschen Mäuse-Rassezuchtverein Muroidea e. V. (DMRM).

## Verhalten

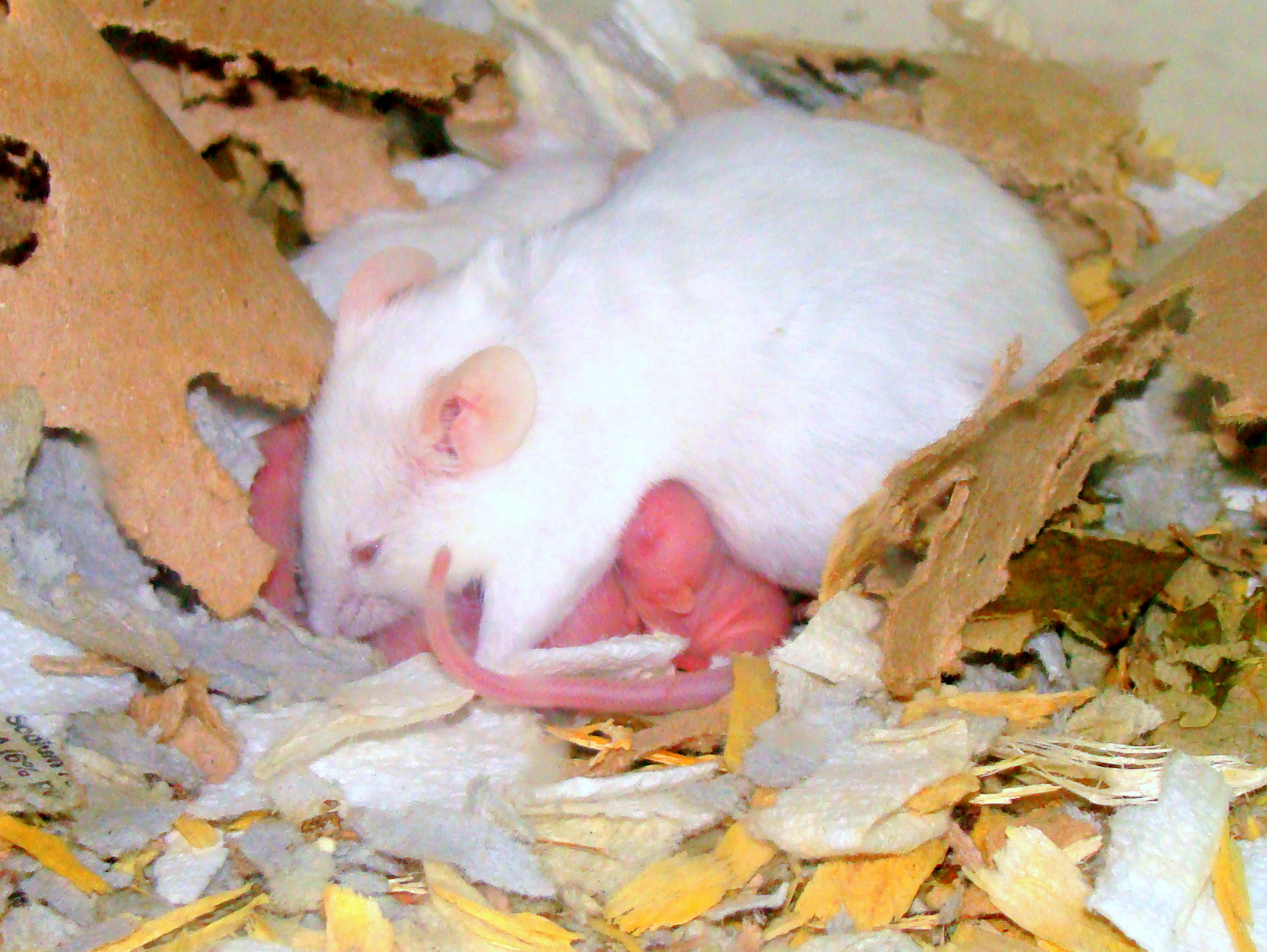
Albino-Maus mit neugeborenen Jungen

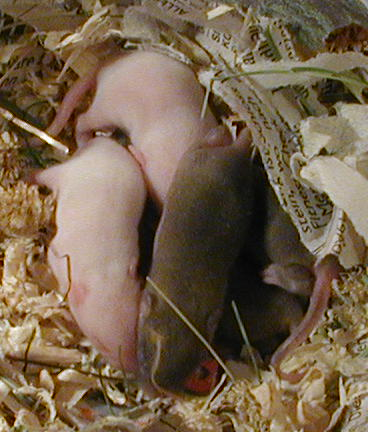
9 Tage alt

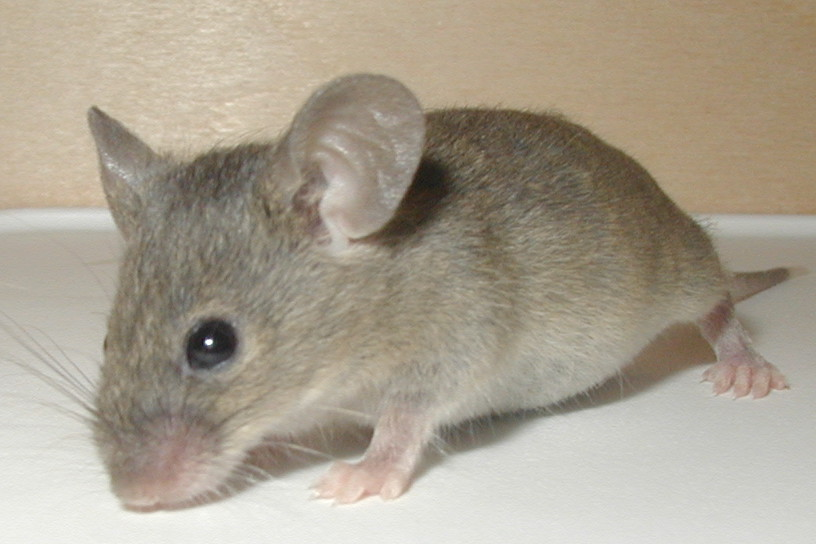
Einen Monat alt

Wie viele Nagetiere zeigen auch Farbmäuse mehrmals täglich einen Wechsel von Aktivitäts- und Ruhephase (polyphasisch). Sie können sehr gut klettern, hoch springen und passen durch alle Löcher, durch die ihr Kopf passt; der restliche Körper ist äußerst verformbar. Der Schwanz wird als „Ruder“ benutzt, um das Gleichgewicht zu halten. Er kann auch als „Fangleine“ eingesetzt werden.
Farbmäuse sind soziale Tiere. Die Stammart lebt in Gruppen. Bei reinen Weibchengruppen gibt es kaum Rangordnungskämpfe. Die Haltung von Männchen ist schwieriger. Bei mehreren Männchen in einer Gruppe kann es auch unabhängig vom Verwandtschaftsgrad der Tiere mit Einsetzen der Geschlechtsreife zu Kämpfen kommen, die unabhängig von der Größe der Haltungsfläche mit Bisswunden oder tödlich enden können. Nach einer Kastration legen männliche Mäuse wegen der nachlassenden Produktion von Sexualhormonen ihr aggressives Verhalten weitgehend ab und können dann mit ebenfalls kastrierten Männchen oder Weibchen gemeinsam gehalten werden.
Farbmäuse sind Allesfresser. Neben pflanzlicher Nahrung ernähren sie sich auch von Insekten. Sie verständigen sich durch Laute im Ultraschallbereich, der für Menschen nicht wahrnehmbar ist.

## Fortpflanzung und Lebenserwartung
Farbmäuse zeigen eine hohe Fertilitätsrate (FTR), unabhängig vom Platzangebot. Weibchen kann man an der Vaginalöffnung am hinteren Unterbauch erkennen. Bei Weibchen ist zudem der Abstand zwischen Anus und Geschlechtsöffnung deutlich geringer als beim Männchen, das auch an seinen äußerlich gut sichtbaren Hoden erkennbar ist.
Die Geschlechtsreife weiblicher Farbmäuse hängt von verschiedenen Faktoren ab wie der genetischen Disposition, dem Entwicklungszustand, Tageslänge und Umgebungstemperatur. In der Literatur variieren die Angaben zwischen 28 und 56 Tagen nach der Geburt. Männliche Farbmäuse werden mit 28 bis 35 Tagen geschlechtsreif.
Farbmäuse haben einen ganzjährigen Sexualzyklus, der durch männlichen Urin und einen regelmäßigen 12-stündigen Hell-/ Dunkelrhythmus stimuliert wird. Die Wurfgröße vitaler Weibchen liegt zwischen drei und zwölf Jungtieren, teilweise auch darüber. Kleinere Würfe können auf ein hohes Alter der Mutter (über sechs Monate) oder beginnende Inzuchtdepressionen der Eltern hindeuten, kommen aber gelegentlich auch bei völlig vitalen Weibchen vor. Die Reproduktionsfähigkeit endet im Alter von ca. 8 Monaten nach 4 bis 6 Würfen. Auch nicht miteinander verwandte Weibchen helfen sich gegenseitig bei der Jungenaufzucht und erhöhen so den Fortpflanzungserfolg.
17 bis 24 Tage nach der Befruchtung kommen die noch nackten, tauben und blinden Jungen (Nesthocker) zur Welt. Wenige Stunden nach der Geburt ist das Weibchen wieder empfängnisbereit. Wird das Weibchen gedeckt, während es noch säugt, verzögert sich in der Regel die Nidation, bis sich die Gebärmutterschleimhaut regeneriert hat, und damit die Tragzeit um sieben bis vierzehn Tage.
Drei Tage nach der Geburt beginnt bei den Jungen das Fellwachstum, so dass man nach und nach die ersten Abzeichen und Fellfarben erkennen kann. Nach etwa zehn Tagen ist das Fell völlig entwickelt. Nach knapp zwei Wochen öffnen sich die Augen, und die Jungtiere verlassen das Nest für erste Erkundungen in der Umgebung. Die Muttertiere zeigen ab diesem Zeitpunkt kein Eintrageverhalten mehr. Außerdem beginnen die Jungen, selbständig zu fressen, werden aber weiterhin noch bis zum 21. bis 30. Lebenstag gesäugt. Jungtiere benötigen für eine ungestörte Entwicklung ihres Sozialverhaltens einen sechs- bis achtwöchigen Kontakt zur Mutter.
Die Lebenserwartung von Farbmäusen beträgt in der Regel etwa 1,5 bis 2 Jahre, einzelne Tiere können aber auch erheblich älter werden. Eine häufige Todesursache sind Tumore.

## Einsatz in der biomedizinischen Forschung

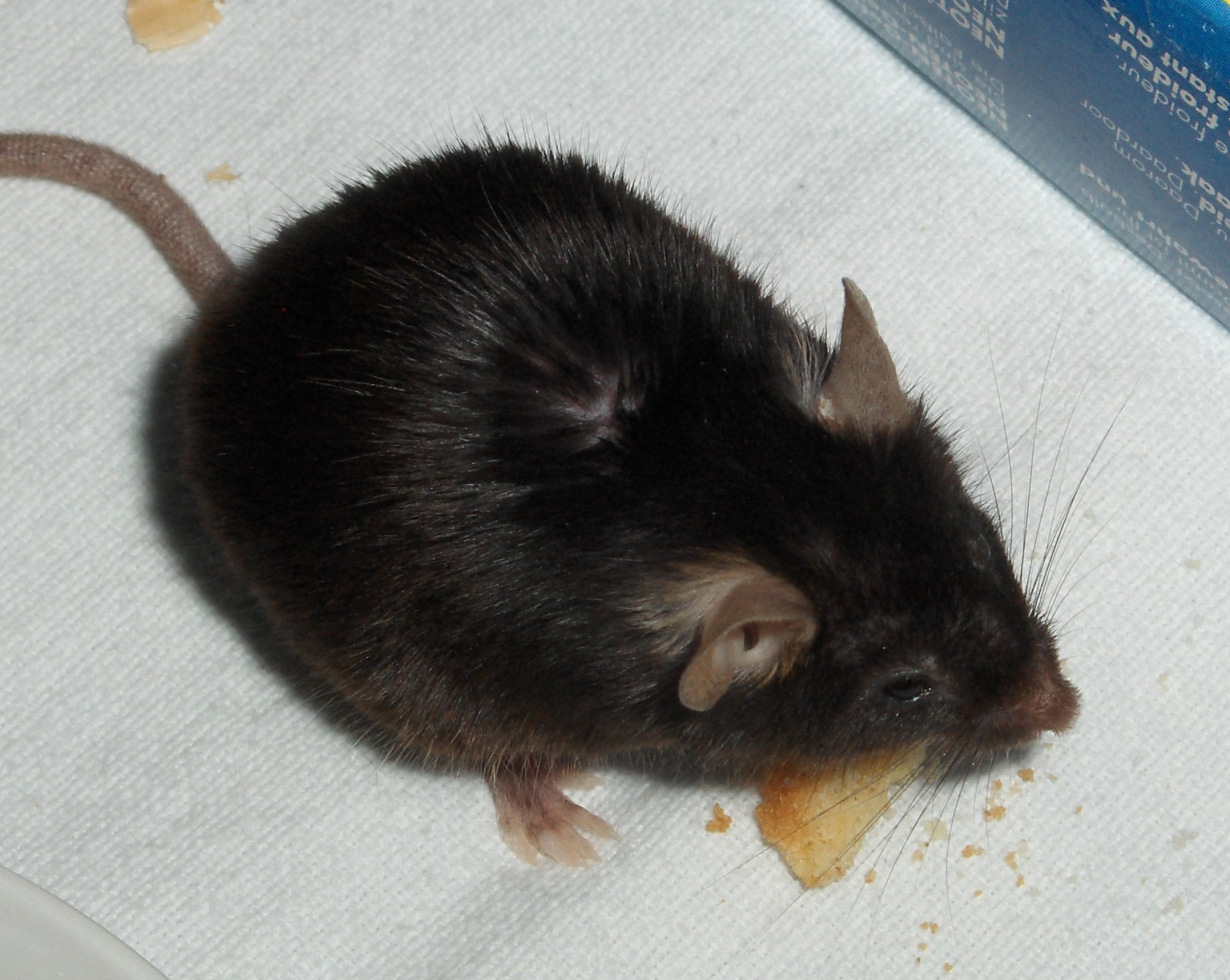
Labormaus vom Stamm C57BL/6 (Black 6), weiblich, 22 Monate alt

Für Forschungszwecke werden Farbmäuse („Labormäuse“) als Inzuchtstämme mit jeweils unterschiedlichen genotypischen Eigenschaften gezüchtet. So eignet sich der Stamm „NMRI“ besonders für verhaltensbiologische Tests (die Abkürzung steht für dessen Herkunft aus dem Naval Medical Research Institute), andere Stämme neigen zu früher Tumor-Bildung und werden daher in der Krebsforschung eingesetzt. An wieder anderen Stämmen können die Auswirkungen von Infektionen beispielsweise auf die Fertilität, die Embryonalentwicklung  oder die Alzheimerdemenz erforscht werden.
Bekannte Stämme sind beispielsweise „C57BL/6“, „NOD“ und nude mouse (Nacktmaus). Seit den frühen achtziger Jahren ist es möglich, Mäuse genetisch so zu verändern, dass neue Gene eingebracht werden (sogenannte transgene Mäuse) oder Gene in der ganzen Maus oder in einzelnen Geweben ausgeschaltet sind („Knockout-Maus“ oder konditional-gendefiziente Maus). Derartige gentechnisch veränderte Mausstämme werden zur Erforschung der Funktion und Bedeutung von Genen intensiv genutzt.
Man schätzt, dass derzeit Knockout-Mäusestämme für etwa ein Drittel aller bekannten Gene generiert wurden.
Für die Generierung der ersten Knockout-Maus und ihre darauffolgenden Arbeiten wurde Martin Evans, Mario Capecchi und Oliver Smithies 2007 der Nobelpreis für Physiologie oder Medizin verliehen.
Mäuse sind allerdings nicht für alle Forschungsthemen gleichermaßen geeignet: Die Aktivierung von Genen nach einer Entzündung folgt bei den Mäusen beispielsweise einem anderen Muster als beim Menschen.